# Jun Marques Davidson
Jun Marques Davidson (ディビッドソン 純マーカス, Davidson Jun Marques) est un footballeur japonais né le 7 juin 1983.